# Bruno Corte Real
Bruno Corte Real Fernandes (Faro, 3 augustus 1983) is een Portugees voetballer die als aanvaller speelt.
Corte Real begon bij SC Braga en kwam in 2004 na in Colombia gespeeld te hebben bij Sparta Rotterdam. Daar speelde hij eenmaal voor hij in oktober van dat jaar zijn contract liet ontbinden. Vervolgens speelde hij op het tweede en derde niveau in Portugal alsmede een jaar op Cyprus voor hij tussen 2009 en 2011 terugkeerde in Rotterdam bij Hoofdklasser RKSV Leonidas. Van 2012 tot 2014 speelde hij voor WVV 1896.